# サデグ・グダルジ
サデグサイード・グダルジ (ペルシア語:  صادق گودرزى, ラテン表記:Sadegh Goudarzi, 1987年9月22日 - ) は、イランのレスリング選手。
2012年ロンドンオリンピックレスリング男子フリースタイル74キロ級の銀メダリストである。サデク・グダルジとも呼ばれる。